# Budd Boetticher
Budd Boetticher, pseudonimo di Oscar Boetticher Jr. (Chicago, 29 luglio 1916 – Ramona, 29 novembre 2001), è stato un regista statunitense.
Famoso per aver diretto diversi film western a basso costo, ottenne i maggiori successi alla fine degli anni cinquanta con una serie di pellicole interpretate da Randolph Scott. A distanza di decenni, questi film dallo stile molto secco e vigoroso sono stati enormemente rivalutati, tanto da essere sempre più spesso citati per la loro grande importanza nella ricca storia del filone western. Questa "riscoperta" dell'opera di Boetticher ha portato negli anni 2000 alla pubblicazione in DVD di diverse sue opere che sembravano ormai dimenticate.

## Biografia
Boetticher nacque a Chicago e visse nel Midwest, dove da studente dell'Università statale dell'Ohio si mise in evidenza come atleta; terminati gli studi, esercitò lo sport del football per alcuni anni da professionista. Successivamente si trasferì in Messico, dove imparò l'arte della corrida. Questa esperienza lo avvicinò professionalmente al mondo del cinema: nel 1941 il regista Rouben Mamoulian lo volle infatti come consulente tecnico di Sangue e arena (1941). Subito dopo, Boetticher iniziò a lavorare come aiuto-regista e regista per film di serie B girati in piccoli studios, come quelli della Monogram Pictures. La sua carriera proseguì nell'anonimato fino al 1951, anno in cui la Batjac, compagnia di produzione di John Wayne, gli chiese di dirigere il film L'amante del torero (1951), liberamente tratto dalle avventure messicane dello stesso Boetticher, quando cercava di diventare un torero. Il film, supervisionato da John Ford, fu pesantemente modificato in fase di montaggio senza il consenso del regista, la cui carriera parve quindi subire una battuta d'arresto. Il film, poi restaurato dall'UCLA Film Archive, presenta in alcune versioni l'originario titolo di lavorazione:Torero. 
Ancora per la Batjac, Boetticher realizzò nel 1955 I sette assassini, che ebbe un discreto successo commerciale e costituì una rivelazione per la critica francese: André Bazin lodò il film parlando di "un western esemplare". Questa pellicola dette una svolta alla sua carriera e gli consentì la firma di un contratto con il produttore Harry Joe Brown e lo sceneggiatore Burt Kennedy per produrre i successivi sei film che divennero poi noti come il "ciclo Ranown". Questi film furono realizzati utilizzando quasi sempre gli stessi collaboratori: gli attori Randolph Scott e Karen Steele (sua moglie), lo sceneggiatore Burt Kennedy e l'operatore Lucien Ballard. Si tratta di una serie di variazioni sul tema della vendetta, che un cavaliere solitario persegue per tutta la durata del film. Nonostante le recensioni positive, questo ciclo di film non ha goduto di una grande considerazione fino alla loro riscoperta, avvenuta qualche decennio più tardi. Tra gli altri film importanti del periodo più felice del regista vanno citati Decisione al tramonto (1957), I tre banditi (1957), tratto da un celebre racconto di Elmore Leonard, L'albero della vendetta (1959), La valle dei mohicani (1960). 
Nel 1960 Boetticher si cimentò poi anche nel genere gangster girando la biografia di un fuorilegge dal titolo Jack Diamond gangster. All'apice del successo, il regista lasciò Hollywood e si trasferì nuovamente in Messico per realizzare quella che divenne la sua ossessione: un documentario sul suo amico torero Carlos Arruza. Con un tale obiettivo rifiutò altre offerte di Hollywood e dovette soffrire la disperazione per un progetto incompiuto, per il divorzio dalla moglie e per il fallimento economico, ritrovandosi oltre tutto malato, in carcere e infine in clinica psichiatrica, come da lui ben descritto nell'autobiografia When in Disgrace. Nel 1970 scrisse il soggetto per Gli avvoltoi hanno fame, diretto da Don Siegel e interpretato da Clint Eastwood e Shirley MacLaine. 
Il film tanto sofferto venne finalmente alla luce nel 1971, uscendo negli Stati Uniti con il titolo Arruza. In seguito Boetticher diresse solo un documentario, My Kingdom For... (1985) e apparve come attore nella parte di un giudice in Tequila Connection (1988) di Robert Towne. Morì nel 2001, senza riuscire a ultimare il suo ultimo lavoro, la sceneggiatura per il film A Horse for Mr. Barnum.

## Filmografia parziale
- L'amante del torero (The Bullfighter and the Lady) (1951)
- L'ultimo fuorilegge (The Cimarron Kid) (1952)
- L'autocolonna rossa (Red Ball Express) (1952)
- Dan il terribile (Horizons West) (1952)
- Bronco Buster (1952)
- La città sommersa (City Beneath the Sea) (1953)
- Seminole (1953)
- Il traditore di Forte Alamo (The Man from the Alamo) (1953)
- Le ali del falco (Wings of the Hawk) (1953)
- Ad est di Sumatra (East of Sumatra) (1953)
- Il grande matador (The Magnificent Matador) (1955)
- L'assassino è perduto (The Killer Is Loose) (1956)
- I sette assassini (Seven Men from Now) (1956)
- Decisione al tramonto (Decision at Sundown) (1957)
- I tre banditi (The Tall T) (1957)
- Il cavaliere solitario (Buchanan Rides Alone) (1958)
- L'oro della California (Westbound) (1959)
- L'albero della vendetta (Ride Lonesome) (1959)
- La valle dei mohicani (Comanche Station) (1960)
- Jack Diamond gangster (The Rise and Fall of Legs Diamond) (1960)
- Arruza (1971) - documentario
- A Time for Dying (1971)
- My Kingdom For... (1985) - documentario